# Markwart Michler
Pour les articles homonymes, voir Michler.
Markwart Waldemar Michler (né le 30 avril 1923 à Breslau et mort le 16 avril 2001 à Bad Brückenau) est un historien médical allemand qui a travaillé à l'Université Justus-Liebig de Gießen de 1965 à 1973.

## Biographie
Markwart Michler est le fils du philologue classique Waldemar Michler et de Leonie Frieda née Oleck. Son père est professeur au lycée Sainte-Élisabeth de Breslau.
Markwart Michler étudie la médecine à l'Université de Breslau à partir de 1942. En 1944, il est appelé au service du front pendant la Seconde Guerre mondiale et doit interrompre ses études. Après son retour de captivité, il poursuit ses études de 1946 à 1949 à l'Université Humboldt de Berlin. Il travaille ensuite comme médecin assistant à l'hôpital municipal de Berlin-Neukölln (1950-1951), à l'hôpital Augusta-Victoria (de) de Berlin-Schöneberg (1951-1956) et à l'hôpital évangélique de la forêt (de) de Berlin-Spandau. Pendant ce temps, il se qualifie dans les domaines de la chirurgie (1957) et de l'orthopédie (1958) et termine sa thèse, où il reçoit à l'Université libre de Berlin le 10 juin 1958 son doctorat.
Après avoir obtenu son doctorat et sa qualification de spécialiste, Michler est physiothérapeute principal au département d'orthopédie de l'hôpital de la forêt de 1958 à 1961. Son intérêt pour l'histoire de la médecine le pousse finalement à abandonner le travail clinique et en 1961 à accepter un poste d'assistant à l'Université de Bonn. De là, il déménage en 1964 en tant que chargé de cours à l'Institut d'histoire de la médecine de l'Université de Hambourg, où il a obtenu son habilitation en 1965.
En 1965, il accepte un appel à l'Université Justus-Liebig de Gießen, où il prend en charge la nouvelle chaire d'histoire médicale. Avec son assistant de l'époque, Jost Benedum (de), il dirige l'Institut d'histoire de la médecine et écrit Einführung in die medizinische Fachsprache connue sous le nom de "Michler-Benedum", qui est réimprimée à plusieurs reprises.
Michler prend sa retraite en 1973 pour des raisons de santé (Benedum devient son successeur). Il déménage avec sa femme dans la ville thermale de Bad Brückenau, où il exerce comme orthopédiste et médecin thermal de 1974 à 1990. Il poursuit ses travaux scientifiques aussi longtemps que sa santé le lui permet. Il lègue sa bibliothèque privée à l'Université européenne Viadrina de Francfort-sur-l'Oder.
Les recherches de Michler se concentrent sur le développement historique de la médecine de l'Antiquité gréco-romaine au XIXe siècle. Conformément à sa formation humaniste, Michler travaille de manière interdisciplinaire en combinant des méthodes issues des sciences naturelles, de l'histoire et de la linguistique. Il publie de nombreuses monographies, essais et articles sur divers sujets, parmi lesquels ses propres spécialisations (orthopédie et chirurgie) se démarquent particulièrement. Il travaille également sur des ouvrages de référence encyclopédiques, tels que la Neue Deutsche Biographie, Realencyclopädie der classischen Altertumswissenschaft et l'encyclopédie d'histoire médicale.

## Publications (sélection)
- Die Leibesübungen in der griechischen Heilkunde. Eine Untersuchung über ihren Einfluß auf die Entwicklung der wissenschaftlichen Medizin und deren Therapie in geschichtlicher Darstellung von den Anfängen bis zur Alexandrinerzeit. Berlin-Dahlem 1958 (Medizinische Dissertation, Freie Universität Berlin).
- Das Problem der westgriechischen Heilkunde. Eine Überprüfung der bisherigen Hypothesen. In: Sudhoffs Archiv für Geschichte der Medizin und der Naturwissenschaften. Band 46, 1962, S. 137–152.
- Die Klumpfußlehre der Hippokratiker. Eine Untersuchung von De articulis cap. 62 mit Übersetzung des Textes und des galenischen Kommentars. Steiner, Stuttgart 1963 (= Sudhoffs Archiv für Geschichte der Medizin und der Naturwissenschaften. Beiheft 2),  (ISBN 3-515-00285-5).
- Vom Ursprung des Desaultverbandes (de). In: Gesnerus. Band 20, 1963, S. 153–164.
- Giovanni Battista Morgagni: Sitz und Ursachen der Krankheiten, aufgespürt durch die Kunst der Anatomie (Venedig 1761). Ausgewählt, übertragen, eingeleitet und mit Erklärungen versehen von Markwart Michler. Bern / Stuttgart 1967.
- Die hellenistische Chirurgie. Teil 1: Die alexandrinischen Chirurgen. Eine Sammlung unnd Auswertung ihrer Fragmente. Wiesbaden 1968 (Habilitationsschrift, Universität Hamburg; mehr nicht erschienen).
- Das Spezialisierungsproblem und die antike Chirurgie. Bern / Stuttgart / Wien 1969.
- mit Jost Benedum: Einführung in die medizinische Fachsprache. Medizinische Terminologie für Mediziner und Zahnmediziner auf der Grundlage des Lateinischen und Griechischen. Berlin / Heidelberg / New York 1972; 2., korrigierte Auflage 1981,  (ISBN 978-3-540-10667-8).
- Die Hand als Werkzeug des Arztes. Eine kurze Geschichte der Palpation von den Anfängen bis zur Gegenwart. Wiesbaden 1972 (= Beiträge zur Geschichte der Wissenschaft und der Technik 12)
- mit Jost Benedum: Das Siegel der Medizinischen Fakultät Gießen. Gießen 1982 (= Berichte und Arbeiten aus der Universitätsbibliothek Gießen 35).
- Melchior Adam Weikard (1742–1803) und sein Weg in den Brownianismus: Medizin zwischen Aufklärung und Romantik. Eine medizinhistorische Biographie. Leipzig 1995 (= Acta historica Leopoldina. 24).  (ISBN 978-3-335-00452-3).
- Inge Michler (Hrsg.): Westgriechische Heilkunde. Eine Skizze. Mit dem Schriftenverzeichnis von Markwart Michler. Würzburg 2003 (= Würzburger medizinhistorische Forschungen. Band 82).  (ISBN 978-3-8260-2797-0).